# 若者応援企業
若者応援企業（わかものおうえんきぎょう）とは厚生労働省によって指定された国内に存在する中小企業、中堅企業の形態。若者応援企業とされている企業は一定の労務管理の体制が整えられており、35歳未満の若者を採用して育成するということに積極的であり、求人情報でも詳細な情報が公表されているような企業とされている。若者応援企業と指定されたならば、公共の方から人材を募集することを有利に進められるようにサポートされるなど企業側の利益に加えて、若者の求職者にとっても通常のハローワークでの求人よりも詳細な情報が調べられるようになっていることから、双方にとって好都合になるわけである。ブラック企業が問題視されている現代では、若者応援企業は「非ブラック企業」であるということをPRして、若者応援企業のみが集められた合同企業説明会が開かれているなど、ブラック企業を避けようと思っている学生にとっても有益になっているわけである。若者応援企業と指定されている企業の数の増加が著しく、同時に合同企業説明会に参加している企業の数の増加も著しい。
だが、2014年8月8日に、若者応援企業に入社したが、十分な研修もなく残業代も出ないといった問題がある企業に勤めていた女性が提訴するという事態が発生した。その為、企業の実態とアピール内容との著しく乖離している企業が多く存在する可能性がある。